# Metoda termiczna

1 - Menstruacja (miesiączka)
2 - Rosnące pęcherzyki
3 - Dojrzały pęcherzyk z komórką jajową
4 - Owulacja (jajeczkowanie)
5 - Ciałko żółte
6 - Zanik ciałka żółtego

Termiczna metoda określania płodności polega na dokonywaniu codziennych pomiarów temperatury ciała kobiety (pomiar podstawowej temperatury ciała - PTC) i zapisywaniu otrzymywanych wyników. Powstaje w ten sposób wykres, który charakteryzuje się tym, że w pierwszych dniach po miesiączce temperatura ciała jest niska, następnie następuje gwałtowny wzrost temperatury i faza utrzymywania się temperatury (przynajmniej przez trzy dni) na podwyższonym poziomie, gdzie 6 dni wstecz i 3 dni po dniu wzrostu temperatury przyjmuje się jako dni płodne, pozostałe to dni niepłodne kobiety.
Jest to metoda jednowskaźnikowa, podczas stosowania której wykorzystywane są pomiary tzw. podstawowej temperatury ciała (PTC). Warunki pomiaru PTC: po kilkugodzinnym śnie (co najmniej 3 godz.), tuż po przebudzeniu się; codziennie o tej samej porze (wahania nie powinny przekraczać + 1 godz.), w tym samym miejscu (w pochwie, odbytnicy lub w jamie ustnej - pod językiem), tak żeby zbiornik rtęci termometru ze wszystkich stron był otoczony błoną śluzową; przez co najmniej 5 minut w pochwie lub odbytnicy, a pod językiem przez minimum 8 minut. Zaleca się stosowanie specjalnego termometru owulacyjnego.
Wynik pomiaru PTC winien być od razu zapisany na karcie obserwacji cyklu, a każdy cykl zapisany na osobnej karcie. Można pominąć pomiary PTC w czasie 4 pierwszych dni cyklu. Ponadto na karcie obserwacji cyklu należy odnotowywać wydarzenia mogące zmieniać PTC: zmiana ustalonej godziny jej pomiaru, zmiana termometru, objawy choroby infekcyjnej (katar, kaszel, bóle gardła, bóle mięśniowe itp.), stosowane leki, wypity wieczorem alkohol, duże obciążenia psychiczne lub fizyczne, stres.
Metoda termiczna ścisła ogranicza się do korzystania z pomiarów PTC i pozwala jedynie na rozpoznanie okresu niepłodności poowulacyjnej niezależnie od długości cyklu. Rozpoczyna się on 4 dnia znamiennie podwyższonej PTC, tzn. podwyższonej, co najmniej o 0.2 °C przez cztery kolejne dni w porównaniu z dniami poprzedzającymi. Jeżeli skok temperatury jest niewyraźny, wówczas koniec okresu płodności oznacza się za pomocą tzw. linii granicznej (według T. Kramarek). Jest to linia, jaką przeprowadza się przez najniższe punkty ustalonej temperatury fazy wyższej, z pominięciem punktów przejścia temperatur z poziomu niższego na wyższy i spadku przedmiesiączkowego. Kolejne 3 dni wyższej temperatury, kończące okres płodności, powinny znajdować się na lub powyżej linii granicznej z poprzedniego cyklu. Okres niepłodności utrzymuje się aż do następnej miesiączki. W związku z rozwojem metod pozwalających na rozpoznawanie niepłodności przedowulacyjnej, bywa obecnie stosowana niemal wyłącznie u kobiet z krótkimi cyklami, kiedy i tak nie ma niepłodności przedowulacyjnej. Wskaźnik zawodności metody termicznej ścisłej jest niski i wynosi 0,8 do 1,2.
Metoda termiczna rozszerzona, oprócz rozpoznawania niepłodności poowulacyjnej (jw.), uwzględnia wyznaczanie okresu niepłodności przedowulacyjnej na podstawie znajomości czasu trwania, co najmniej 6-12 poprzednich cykli lub fazy niskiej temperatury. Taka kalkulacja jest stosowana także w metodach objawowo-termicznych, ale łącznie m.in. z obserwacją objawu śluzu, co daje im przewagę efektywności. 
Pewnym ułatwieniem w stosowaniu tej metody może być użycie komputera cyklu, który na podstawie pomiaru PTC dokona oceny płodności w oparciu o własną bazę danych o cyklach kobiecych.